# ایوانو، ویکتوریا
ایوانو (به انگلیسی: Ivanhoe) یک منطقهٔ مسکونی در استرالیا است که در City of Banyule واقع شده‌است.